# Robert Rosenthal
Pour les articles homonymes, voir Rosenthal.
Robert Rosenthal né le 2 mars 1933 à Giessen (Hesse) et mort le 5 janvier 2024, est un psychologue américain professeur à l'université de Californie à Riverside.

## Effet Pygmalion
Il est intéressé par la prophétie auto-réalisatrice, qu'il explora, avec Lenore Jacobson, dans une étude bien connue de « l'effet Pygmalion », c'est-à-dire le rôle des attentes et préjugés des enseignants sur les résultats des étudiants.
Si les enseignants attendent de bons résultats et sont confiants dans l'évolution de leurs élèves, ces derniers réussiront beaucoup mieux que si les enseignants ne croient pas en eux. Cet effet, résultat des mécanismes de projection, est tout aussi pertinent dans les rapports de travail ou en milieu familial.

## Expérience de Rosenthal et Jacobson
Avec Lenore Jacobson, Robert Rosenthal est à l'origine de l'expérience de Rosenthal et Jacobson, qui indique l'influence possible, dans une étude de psychologie expérimentale, des attentes des expérimentateurs.
Lors de cette expérience, on demande à deux groupes d'expérimentateurs (des étudiants), de tester la performance de rats. À un groupe, on présente les rats comme spécialement sélectionnés pour leur intelligence, à l'autre groupe, on présente les animaux comme particulièrement peu doués. Les rats sont, en réalité, issus d'une population identique. Les étudiants vont, par leurs notes, créer artificiellement des différences entre les deux groupes.